# Superfície equipotencial

Superfícies equipotencials d'un dipol elèctric: les línies de la figura representen la intersecció de les superfícies equipotencials amb el pla de simetria paral·lel al moment dipolar.

Una superfície equipotencial és el lloc geomètric dels punts d'un camp escalar en els quals el "potencial de camp" o valor numèric de la funció que representa el camp és constant. Les superfícies equipotencials poden calcular-se utilitzant l'equació de Poisson.
El cas més senzill és segurament el d'un camp gravitatori en el que hi ha una massa puntual: les superfícies equipotenciales són esferes concèntriques al voltant del punt. El treball realitzat per la massa, essent el potencial constant, serà, per definició, zero.
Quan el camp potencial es restringeix a un pla, la intersecció de les superfícies equipotencials amb el pla s'anomenen línies equipotencials.

## Potencial elèctric
Aquí és una superfície en què els punts tenen tots el mateix potencial elèctric. Per tant, el voltatge U entre dos punts d'una superfície equipotencial és zero. El treball elèctric que s'ha de fer per moure un portador de càrrega d'un punt de la superfície equipotencial a un altre punt de la mateixa superfície també és zero.
Els conductors ideals per als camps estàtics són superfícies equipotencials exactes (a freqüències prou baixes), ja que qualsevol diferència de potencial es compensaria molt ràpidament a causa de la conductivitat infinitament alta. En els metalls (conductivitat molt alta però finita) les càrregues elèctriques també són lliures de moure. Només quan no estan exposades a cap força de camp, es troben en equilibri. Segueixen un camp que passa molt ràpidament fins que és compensat. Això vol dir que (a part d'aquests estats de desequilibri, majoritàriament de curta durada) el potencial té el mateix valor a tot arreu (a l'interior i en la superfície d'un conductor). Per a una discussió detallada vegeu la gàbia de Faraday.

## Potencial gravitatori
Aquí la superfície equipotencial (superfície plana, a la terra també s'anomena superfície geopotencial) és una superfície en què els punts tenen tots el mateix potencial gravitatori i on el gradient (canvi espacial) s'anomena acceleració de la gravetat.
Per tant, en un cos celeste en rotació, les superfícies equipotencials de la gravetat no solen ser paral·leles a la superfície: en els pols del cos celeste, per exemple, l'acceleració efectiva de la gravetat és més gran que en el seu equador, per la qual cosa que les superfícies equipotencials en l'equador són més grans que en un punt del pol. Però les diferències de densitat dins el cos celeste també condueixen a deformacions del seu camp gravitatori.
El geoide és la superfície equipotencial del camp gravitatori de la Terra al nivell mitjà de la mar, és a dir, tots els punts que tenen el mateix geopotencial, compost pel potencial gravitatori així com el potencial centrífug en el lloc en qüestió. Les altures ortomètriques utilitzen aquestes superfícies geopotencials per definir l'altura.
El terme s'utilitza de manera anàloga a la meteorologia, on el terme es refereix a les superfícies planes de la mateixa pressió de l'atmosfera, que també està subjecta a el camp gravitatori. A efectes pràctics, s'han definit les principals zones de pressió (1000, 500, 200 hPa i d'altres).